# Blauwvleugelakalat
De blauwvleugelakalat (Sheppardia gunningi) is een zangvogel uit de familie Muscicapidae (vliegenvangers).

## Verspreiding en leefgebied
Deze soort telt 4 ondersoorten:
- S. g. sokokensis: zuidoostelijk Kenia en noordoostelijk Tanzania.
- S. g. alticola: oostelijk Tanzania.
- S. g. bensoni: het noordelijke deel van Centraal-Malawi.
- S. g. gunningi: centraal Mozambique.